# 克拉通
克拉通（英語：Craton），或稱穩定地塊、大陸核心、古陸、古陸核、剛塊、安定地塊，是指大陆地壳上的古老而稳定的部分，於最近至少5亿年内的大陆和超大陆的会聚和分裂过程中几乎没有发生变化，有些克拉通甚至在20亿年前或更早就形成了。克拉通一般都存在于大陆内部，由古代的结晶基底构成，这些基岩的成分主要是小比重的长英质火成岩如花岗岩。克拉通内的地壳较厚，并有深根插入地幔，可达200公里深处。
克拉通一词最早是由奧地利地质学家Leopold Kober在1921年提出的，他把坚固的大陆地台叫做「Kratogen」（来自希腊语kratos，意为“强度”），而把与之相对的山地或曾经形成过山脉的地区叫做「orogen」。后一术语原封不动地沿用下来，中文译为造山带；前一术语後來则被漢斯·施蒂勒简化成kraton。
按地槽-地台说的观点，克拉通是大陆地壳内部的稳定区域，它和其周边活动性的地槽不同，后者是一个接受沉积的线形凹陷区。克拉通又是由地盾或地台和结晶基底构成的。地盾是克拉通中前寒武纪基岩广泛出露于地面的部分；与之相反，地台则是在这些基岩上覆有水平或近水平的沉积层的部分。
按板块构造论的观点，多数克拉通是在中到新太古代陆续形成的。形成之后，由于板块运动而逐渐拼合、增生成为大陆；因此，太古代形成的克拉通也叫做陆核（continental nucleus）。

## 地质区域
克拉通可以再分为在地理上不同的地质区域（province）。一个地质区域可以只包括单一的优势构造单元（如一个构造盆地或一个褶皱带），也可以是一系列相邻构造单元的集合。相邻的地质区域在结构上可能是相似的，但由于演化史不同，而被看作不同的实体。在不同的上下文中，地质区域的具体意义也不尽相同。

## 结构
大陆性的克拉通有深根向下插入到地幔中。地幔层析成像显示克拉通的下部是可以与岩石圈相对应的不规则的冷地幔，其厚度是成熟大洋岩石圈或非克拉通的大陆岩石圈的厚度（大约100公里）的两倍。在这样的深度上，可以说一些克拉通实际上是扎根于软流圈之上的。因为克拉通具有中性或正的浮力，所以它和地幔根的化学组成必然不同，而且为了抵消因地热收缩造成的密度增加，克拉通还具有较低的内部密度。
现已得到的地幔根的岩石样本为橄榄岩，它以地幔包体的形式上侵到近表面的被叫做金伯利岩筒的含金刚石的次火山岩筒中。这些包体的密度与克拉通相同，由高度部分熔融的地幔物质残块组成。对于了解地球深部的物质组成和克拉通的起源来说，橄榄岩显得较重要，因为包体中的橄榄岩结核是受部分熔融改造过的地幔岩石。斜方辉橄岩代表了在与成分相当于玄武岩和科马提岩的熔融物分离之后的残余结晶体。阿尔卑斯橄榄岩则是最上部地幔的薄层，多来自于大洋岩石圈，它们同样是与部分熔融物分离之后的残余，但它们最终与大洋地壳一起沿逆冲断层分布到了阿尔卑斯造山带中。与之相关联的包体叫作榴辉岩，其岩石成分在结构上与大洋地壳玄武岩相近，但在深地幔条件下受到了变质作用。同位素研究提示，许多榴辉岩包体是几百万年前在超过150公里深处消减到深金伯利金刚石区的古洋壳的样品。它们始终位于漂移的板块内的同一部位，直到被深根性的岩浆噴發帶至表面。如果橄榄岩包体和榴辉岩包体是同时起源的，那么橄榄岩包体也一定是在几百万年前的海底扩张中形成的，或者是在那时受到洋壳消减影响的地幔中形成的。
在地球形成的早期，当它还很炽热的时候，扩张的大洋中脊处的高度熔融的物质形成了具有厚达超过20公里的地壳的大洋岩石圈，以及高度亏损的地幔。由于其浮力，以及密度较高的熔融物的分离降低了残余地幔的密度，这样的岩石圈并不会向下深陷或消减。因此，克拉通的地幔根很可能由具浮力的高度亏损的大洋岩石圈的消减薄层构成。这些深部的地幔根增加了克拉通的稳定性，固定了克拉通，并保证其有较长的寿命，从而使它们远不易受因碰撞而发生的构造增厚作用或沉积物消减造成的破坏影响。

## 形成
从早期岩石形成克拉通的过程叫做克拉通化。最早的大型的克拉通化的陆块形成于太古宙。在早太古代，由于放射性同位素的富集和地球吸积的残余热的释放，地球的热流量几乎比现在高两倍。当时的构造运动和火山活动都比现在强烈得多；地幔更具流体形态，地壳则薄得多。这导致了大洋地壳在中脊处的快速形成和众多热点的出现，以及洋壳在消减带的快速回收。地球表面当时很可能碎裂为许多的小板块，其上分布有大量的火山岛和岛弧。在地壳岩石被热点反复熔融，并在消减带回收的时候，小型的前大陆（克拉通）形成了。
早太古代不存在大型大陆，小型的前大陆很可能是中太古代的标准型式，因为剧烈的地质活动阻碍了它们联合成为较大的单元。这些长英质的前大陆（克拉通）很可能是在热点处形成的，它们有多种来源：溶解了较多长英质岩石的铁镁质熔浆，铁镁质岩石的部分熔融物，以及长英质沉积岩的变质转化。尽管最早的大陆是在太古宙形成的，今天世界上的克拉通只有7%是由这个时代的岩石构成的；即使考虑了旧地层的侵蚀和破坏作用，有证据表明，现今的大陆地壳中也只有5-40%是在太古宙形成的（Stanley, 1999）。
Hamilton（1999）给出了太古宙的克拉通化过程可能是怎样首先出现的演化图景：
多数海底的镁铁质及较少的超镁铁质火山岩的极厚的岩层，以及多数较年轻的陆上或海底的长英质火山岩和沉积物被挤压为复杂的向斜，位于由下部地壳的含水的部分熔融物推动的上升的长英质岩基的年轻背斜之间。在伴随有隆起的成分逆转的过程中，上地壳花岗岩-绿岩地体经受了中等程度的区域缩短，与下地壳脱离开来，但克拉通化马上就发生了。在一些绿岩岩层之下保留了英云闪长岩质的基底，但表壳岩通常会渐渐变成相关的或更年轻的火成岩。……地幔羽很可能还不存在，形成中的大陆在较凉的地区集中。热区的上地幔是部分熔融的，大量的熔浆——多数为超铁镁质的——通过极薄的地壳上的许多短命的海底火山口和裂谷喷发出来。……保存下来的太古宙地壳来自较凉的、较亏损的地幔区域，在这些区域，较高的稳定性造就了不寻常的较厚的火山喷发物，大量部分熔融、低密度的长英质岩石得以从这些喷发物中形成。